# Le Pantin brisé
Pour plus de détails, voir Fiche technique et Distribution.
Le Pantin Brisé (The Joker Is Wild) est un film américain de Charles Vidor sorti en 1957. 
Le film raconte la biographie de Joe E. Lewis (en), populaire chanteur des années 1920 à 1950.

## Synopsis
Joe Lewis (Frank Sinatra) se produit dans un cabaret tenu par un truand. Lorsqu'un rival débauche la star du lieu les menaces sont claires: Joe ne doit pas quitter son boss sous peine de mort.
Citoyen américain, Joe n'a que faire de ces menaces et quitte son patron. Bientôt il est agressé dans sa chambre d'hôtel, battu et surtout lacéré au couteau au niveau des cordes vocales
Sa carrière de chanteur détruite, Joe tente de se relancer en se produisant en tant que clown. Le vaudeville lui va assez bien ; c'est d'ailleurs au cours d'un de ses spectacles qu'il croise une belle héritière qui tombe amoureuse de lui. Mais défiguré par son agression et sentant qu'il ne pourra pas offrir la vie dont une riche fille comme elle pourrait rêver, il renonce à cet amour pourtant réciproque.
Alors que la guerre éclate en 1941, il s'engage avec son pianiste dans le corps des spectacles pour les marines. Lorsqu'il rentre, il se décide enfin à appeler sa belle après deux années de séparation. Mais celle-ci s'est mariée de son côté.
Dès lors, Joe va tenter de noyer son désespoir dans l'alcool, ses spectacles se terminant le plus souvent en titubant. Malgré tout, une belle danseuse lui fait les yeux doux; il se décide à l'épouser, mais ce mariage sera un massacre, Joe ne pouvant tout simplement pas oublier la riche héritière qui était devenue pour lui son seul amour. Son couple finit par ne plus tenir; sa nouvelle épouse est devenue une comédienne célèbre pour le cinéma. Lui ne vit que pour l'argent, les chevaux et l'alcool.
Lors d'une énième beuverie au cours d'un spectacle il en vient à frapper son meilleur ami et pianiste qui l'accompagnait depuis toujours. C'est la fin de sa carrière, il finit désœuvré, errant dans les rues.

## Fiche technique
- Réalisation : Charles Vidor
- Scénario : Oscar Saul d'après le livre de Art Cohn, Life of Joe E. Lewis.
- Durée : 126 minutes
- Date de sortie : 
  - New York : 26 septembre 1957
  - France : 24 janvier 1958
- Musique : Walter Scharf
- Affiche : Enzo Nistri (Italie)

## Distribution
- Frank Sinatra : Joe E. Lewis
- Mitzi Gaynor : Martha Stewart
- Jeanne Crain : Letty Page
- Eddie Albert : Austin Mack
- Beverly Garland : Cassie Mack
- Jackie Coogan : Swifty Morgan
- Barry Kelley : Capitaine Hugh McCarthy
- Ted de Corsia : Georgie Parker
- Leonard Graves : Tim Coogan
- Sophie Tucker : elle-même
- Bing Crosby
- Don Beddoe
- Mary Treen

## Récompenses
James Van Heusen (musique) et Sammy Cahn (chant) pour All the Way ont remporté l'Oscar de la meilleure chanson lors de 30e cérémonie des Oscars.